# Arctostaphylos benitoensis
Arctostaphylos benitoensis är en ljungväxtart som beskrevs av J.B. Roof. Arctostaphylos benitoensis ingår i släktet mjölonsläktet, och familjen ljungväxter. Inga underarter finns listade i Catalogue of Life.